# Arianzos
Arianzos (griechisch) bzw. Arianzus (lateinisch) war eine antike Stadt in der Nähe von Karbala (heute Gelveri) und Nazianz in der Provinz Kappadokien des römischen Reiches, wahrscheinlich beim heutigen Sivrihisar.
Arianzos ist der Geburtsort der Brüder Gregor von Nazianz und Cäsarius von Nazianz.
Die Stadt war in spätantiker und mittelalterlicher Zeit Bischofssitz, heute ist nach ihr ein Titularbistum der Orthodoxen Kirche benannt.